# Coito intermamário

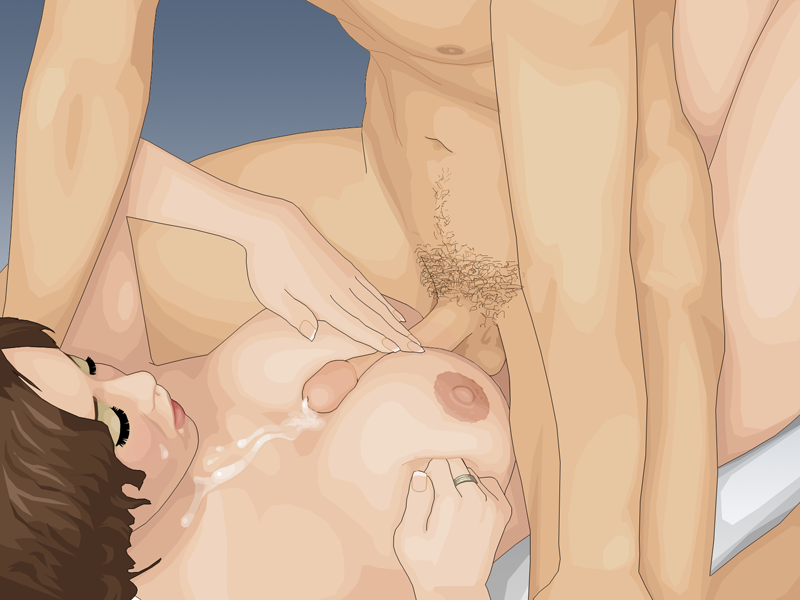
Espanhola

Coito intermamário, conhecido popularmente como espanhola (português brasileiro) ou espanholada (português europeu) (também chamada relação mamária, o "mamafelação") é uma técnica sexual em que a relação ocorre com um parceiro sem que haja penetração. Nesse ato, o homem aloja o pênis entre os seios. A mulher trava o pênis ali prensando um seio contra o outro com suas mãos. Na sequencia o homem faz movimentos ascendentes e descendentes simulando uma penetração comum. Às vezes, pode ocorrer a utilização de um lubrificante íntimo.
Quando o homem ejacula, o sémen pode cair nos seios, no rosto, no pescoço ou na boca da mulher; esta forma como o sémen cai na caixa torácica, no pescoço ou nos ombros da mulher inspirou o outro nome dado a esse tipo de prática sexual - colar de pérolas.
Em alguns casos, este ato pode ser combinado com o sexo oral, em que a mulher inclina o rosto para frente e estimula o pénis. Trata-se de manobra mais facilmente executável com um pénis mais longo, seios maiores ou com uma parceira com um corpo mais flexível. Nesse caso, quando o sexo oral é executado, são a base do corpo do pênis e os testículos que recebem estímulos pela fricção com os seios, sendo a glande estimulada pela boca.

## Outros Nomes
Essa prática é também conhecida como "espanhola" em países como Itália, França, Portugal e Brasil, e «espanhol» na Alemanha. Na Espanha, porém, tal prática sexual é denominada "cubana". Na Argentina é chamada "turca". No Reino Unido, é conhecida como "francesa" ("french fuck"). Nos Países Baixos é conhecida por "russa". Por vezes, é também chamada por gravata, dada a posição do pénis no corpo da mulher. Nos EUA é conhecida por "titfuck" ou "titjob", e no Japão essa prática é conhecida por "paizuri" (パイズリ), Paizuri na escrita japonesa é パイズリ  com a primeira parte パイ sendo da palavra お おっぱい (pronunciado como oppai) que é uma gíria para seio, e a segunda parte ズリ sendo da palavra 擦り (pronunciado como zuri) que significa "esfregar".